# 埃爾峰
47°19′12″N 11°17′7″E / 47.32000°N 11.28528°E

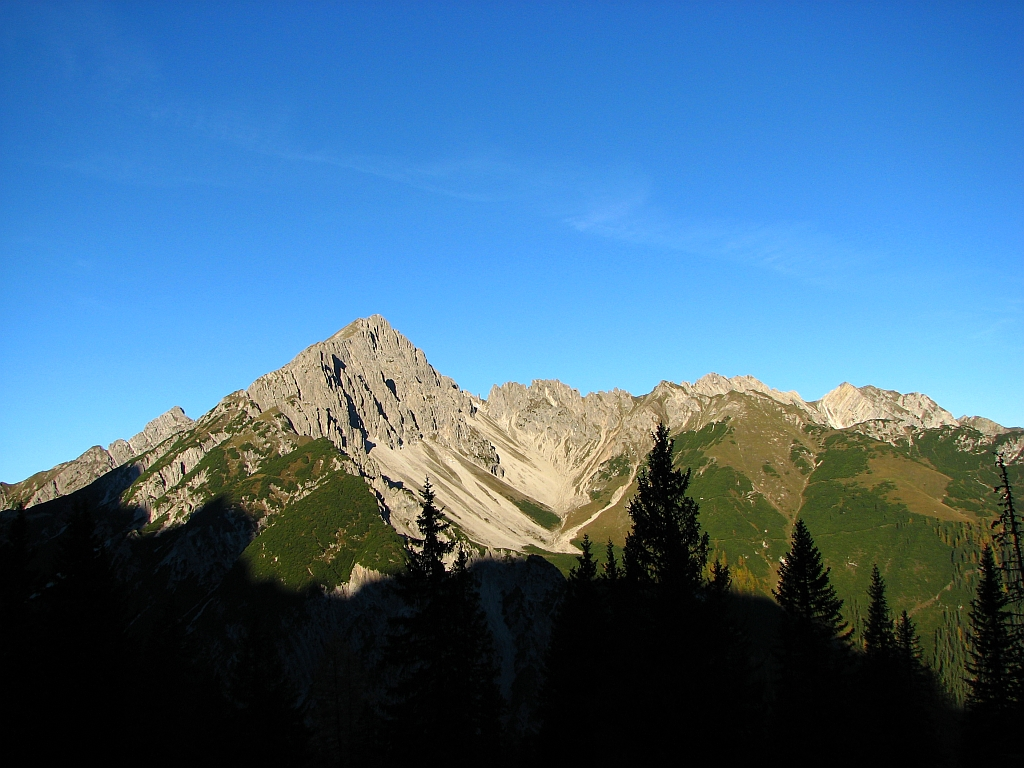

埃爾峰（德語：Erlspitze），是奧地利的山峰，位於該國西部，由蒂羅爾州負責管轄，屬於卡爾文德爾山脈的一部分，海拔高度2,405米，每年平均降雨量1,666毫米。